# Sint-Martinuskerk (Westwoud)
De Sint-Martinuskerk is een rooms-katholiek kerkgebouw in het Noord-Hollandse dorp Westwoud, gewijd aan de heilige Martinus van Tours. De waterstaatskerk is ontworpen door architect Theo Molkenboer en opgeleverd in 1851. Het neoclassicistische gebouw wordt gezien als een van de belangrijkste werken uit Molkenboers oeuvre en is sinds 1972  een rijksmonument.

## Geschiedenis
In de loop van de 18e eeuw werd het katholieke geloof in steeds grotere mate gedoogd en in de dorpen en steden waar het merendeel van de bevolking katholiek was, stonden de bestuurders derhalve mondjesmaat katholieke kerkenbouw toe. Zo verrees er in Westwoud in 1773 een eerste katholieke kerk, die ongeveer op dezelfde plaats stond als het huidige gebouw. 
Rond 1840 rees het besef dat de toenmalige kerk op den duur ongetwijfeld te klein zou worden om de hele parochie onderdak te bieden. Daarom werd gedurende de jaren veertig alles op alles gezet om een majestueuze kerk neer te zetten. De gemeenteleden maakten dit goed mogelijk: enorme bedragen werden geschonken ten behoeve van de nieuwbouw en zo kon op 24 oktober 1849 de eerste steen worden gelegd. ƒ 35.600 werd er neergelegd voor de nieuwe kerk en op 15 oktober 1851 werd de kerk ingezegend en in gebruik genomen. 

## Architectuur

### Exterieur
De kerk is een driebeukige kruiskerk met rondboogvensters omlijst door lisenen. Tegen de westgevel prijkt de toren, waarvan de klokkegeleding uit hout is opgetrokken. De imposante pastorie is gelegen aan de oostzijde van de kerk en doet tegenwoordig dienst als wooncomplex. Beelden van de heiligen Martinus, Petrus en Paulus sieren het hoofdportaal van het gebouw aan de westzijde, waar ze in nissen staan opgesteld. De beelden zijn van de hand van beeldhouwer P.J. de Cuyper en zijn zeer waarschijnlijk vervaardigd ten tijde van de bouw. Geplaagd door ernstige erosie van ruim anderhalve eeuw werd het in 2008 niet meer veilig geacht de beelden in de nissen te laten staan. Op particulier initiatief zijn de beelden geheel gerestaureerd en in 2014 teruggeplaatst.    

### Interieur
De rijke inventaris van de kerk bestaat uit onder andere een neobarok hoofdaltaar, waarin de gebeeldhouwde patroonheiligen van twee voormalige parochies, namelijk Binnenwijzend (Hiëronymus) en Hoogkarspel (Laurentius) zijn opgenomen. Sint-Martinus zelf pronkt midden-boven het altaar, dat werd ontworpen door Stephen Louis Veneman, evenals de gebeeldhouwde preekstoel, de biechtstoel en de communiebank. 

#### Het Ypma-orgel
In 1864 werd door de Alkmaarse orgelbouwer Lodewijk Ypma de laatste hand gelegd aan wat later zijn grootste werk zou blijken: het monumentale Ypma-orgel, waarvan het orgelfront ook door Veneman werd ontworpen. In de loop der jaren hebben Ypma's opvolgers Jos. Vermeulen en Pels een aantal wijzigingen aangebracht. In 2003 is het orgel door Elbertse uit Soest gerestaureerd en heeft het zijn originele dispositie teruggekregen. Het heeft twee manualen, 23 registers en een vrij pedaal.